# 8075 Roero
8075 Roero eller 1985 PE är en asteroid i huvudbältet som upptäcktes den 14 augusti 1985 av den amerikanske astronomen Edward L.G. Bowell vid Anderson Mesa Station. Den är uppkallad efter Roero i Italien.
Asteroiden har en diameter på ungefär 13 kilometer.